# Adriana Jelinkova
Adriana Jelinkova, née le 10 avril 1995 à Brno, est une skieuse alpine néerlandaise. 

## Biographie
Adriana Jelinkova est née à Brno en République tchèque. Sa famille déménage aux Pays-Bas et Jelinkova y passe son enfance. Elle part ensuite s'entraîner en Autriche pour pouvoir être compétitive. Sa carrière officielle débute en 2010 avant qu'elle participe aux Jeux olympiques de la jeunesse 2012, où elle décroche la médaille de bronze au combiné. Elle découvre la Coupe du monde en décembre 2012. En février 2013, elle est conviée aux championnats du monde de Schladming, où elle se classe 40e du slalom géant.
Aux Championnats du monde 2017, elle est 36e du slalom géant et 30e du slalom.
Lors de l'hiver 2017-2018, elle marque ses premiers points en Coupe du monde et à trois reprises, une fois en slalom, une fois en slalom géant et une fois en combiné.
Aux Championnats du monde 2019, elle signe le meilleur résultat de sa carrière avec une 19e place au slalom.

## Palmarès

### Championnats du monde
| Épreuve / Édition          | Slalom géant | Slalom |
| -------------------------- | ------------ | ------ |
| Mondiaux 2013 Schladming   | 40e          |        |
| Mondiaux 2017 Saint-Moritz | 36e          | 30e    |
| Mondiaux 2019 Are          | 33e          | 19e    |

### Coupe du monde
- Meilleur classement général : 108e en 2018.
- Meilleur résultat : 25e.

| Année/Classement | Général | Général | Descente | Descente | Slalom | Slalom | Slalom géant | Slalom géant | Super G | Super G | Combiné | Combiné |
| Année/Classement | Class.  | Points  | Class.   | Points   | Class. | Points | Class.       | Points       | Class.  | Points  | Class.  | Points  |
| ---------------- | ------- | ------- | -------- | -------- | ------ | ------ | ------------ | ------------ | ------- | ------- | ------- | ------- |
| 2018             | 108e    | 16      | -        | -        | 55e    | 6      | 47e          | 6            | -       | -       | 38e     | 4       |

### Jeux olympiques de la jeunesse
- Innsbruck 2012 : 
  -  Médaille de bronze en combiné.

### Coupe nord-américaine
- 3 victoires.

En date de mars 2019